# Tang Jiali
Tang Jiali (xinès simplificat: 唐佳丽, pinyin: Tāng Jiālì; Linkou, Mudanjiang, Heilongjiang; 16 de març de 1995) és una futbolista professional xinesa que juga al Shanghai Shengli de la Superlliga Femenina de la Xina (CWSL) i a la selecció de la Xina. Anteriorment ha jugat al Jiangsu Suning a la CWSL i ha jugat cedida al Tottenham Hotspur a la FA WSL d'Anglaterra i al Madrid CFF a la Lliga F espanyola.

## Carrera
A la Xina, va jugar a dos equips de manera intemitent, Jiangsu Suning (2013-2016 i 2018-2019) i el Shanghai Shengli (2016-2017 i 2020-2022).
El 21 de juliol de 2021, Tang es va unir al Tottenham Hotspur de la FA WSL en préstec fins al final de la temporada 2021-22 de la FA WSL.
L'agost de 2022, Tang va jugar a la Lliga F en unir-se en préstec al Madrid CFF, i va tornar al Shanghai Shengli el febrer de 2023.
Després d'haver jugat a la selecció xinesa sub-17 i sub-20, Tang va debutar amb la selecció femenina xinesa en un empat a 1 contra els Estats Units el 10 de desembre de 2014 durant el Torneio Internacional de Brasilia de 2014.